# Economia de Omã
Até meados do século XIX, Omã era um entreposto de escravos e armas. Com o fim da escravidão, a região perdeu muito de sua prosperidade, e a economia ficou reduzida à agricultura, ao comércio de Camelos e caprinos, à pesca e o artesanato tradicional. Hoje, graças ao petróleo, a economia tem apresentado grande desenvolvimento nos últimos 30 anos. Devido à diminuição das reservas, o país tem desenvolvido planos que buscam diversificar sua economia, atrair indústrias e privatizar atividades, com vistas a diminuir sua dependência do petróleo a apenas 9% do PIB no ano 2020.
O turismo e as indústrias baseadas no suprimento de gás natural são os componentes principais da estratégia de diversificação do governo. Ao adotar técnicas de aumento da produtividade na extração, o país conseguiu aumentar sua produção em 2009, ganhando mais tempo para suas estratégias de diversificação.
O governo prossegue com a privatização de serviços públicos e com o desenvolvimento de leis comerciais que facilitem o investimento externo e organizem o orçamento do país. O Omã continua a liberalização de seu mercado para se adequar às regras da Organização Mundial do Comércio. Para reduzir o desemprego, o governo vem encorajando a substituição de mão de obra estrangeira por trabalhadores do próprio país. Cursos de tecnologia de informação, técnicas de administração e língua inglesa para cidadãos do país apoiam este objetivo.
O país é o 41º no ranking de competitividade do Fórum Econômico Mundial.